# Loi Loucheur
Pour les articles homonymes, voir Loucheur.
La loi Loucheur du 13 juillet 1928, votée à l'initiative de Louis Loucheur, ministre du Travail et de la Prévoyance sociale entre 1926 et 1930, a prévu l'intervention financière de l'État pour favoriser l'habitation populaire.

## Axes principaux de la loi
Jusqu'alors, il s'agissait d'initiatives privées, ou depuis la loi Bonnevay (instituant les HBM en 1912), d'interventions communales, en ce qui concerne les habitations à bon marché (HBM), ancêtres des habitations à loyer modéré (HLM). 
La loi élargit notamment le rôle de la Caisse des dépôts, qui depuis 1905 est chargée de financer le logement social.
Les particuliers pouvaient emprunter à taux réduit afin d'acheter un terrain et d'y faire construire un pavillon ou une maison. Tout en laissant chaque propriétaire libre de choisir l'entrepreneur, le matériau et le plan de sa future maison, l'État mandate un de ses architectes pour suivre et vérifier la qualité de la construction.
La loi prévoyait également le financement de la construction de 200 000 HBM et de 60 000 logements à loyer moyen.

## Un exemple de réalisation près de Roubaix
Dans le Nord de la France, aux confins du territoire de Wasquehal et de Flers-lez-Lille (aujourd’hui Villeneuve-d'Ascq), entre Lille et Roubaix, à l’endroit où s’étendait dans les années 1920 la rase campagne, un nouveau quartier (Le Sart) a vu le jour en 1930. De vingt-six maisons nouvelles construites dès les années 1920, ce nombre est passé à quatre-vingt-sept en 1930, qui étaient habitées à la fin de l’année. Rapidement des commerces se sont implantées ; à l’angle d’une rue une épicerie (alimentation générale) faisait face à une boucherie-charcuterie, un peu plus loin une boulangerie-pâtisserie faisant pendant à un café-brasserie (Le Rond-Point), et à l’angle de rue suivant prenait place une droguerie. L’entrepreneur local prévoyait déjà la construction de soixante autres habitations sur des terrains annexes.